# Hoda Barakat
Hoda Barakat, född 1952 i Beirut, är en libanesisk författare.
Barakat växte upp i Bsharri i Vadi Qadisha, men flyttade senare till Beirut där hon studerade fransk litteratur vid Libanesiska universitetet. Hon tog examen 1975 och flyttade året därpå till Paris för att påbörja en doktorsavhandling. När inbördeskriget i Libanon började valde hon dock att återvända till Beirut. Under kriget arbeta hon som lärare, journalist och översättare. 1989 flyttade hon till Paris permanent.
Barakats verk utspelar sig under inbördeskriget och har översatts till ett stort antal språk. Boken Vattenplöjaren finns utgiven på svenska av Leopard förlag.